# Crommelin (Mondkrater)
Crommelin ist ein Einschlagkrater in der Südregion der Mondrückseite.
Der Krater liegt nordwestlich des riesigen Kraters Zeeman, zwischen Numerov im Südwesten und Eijkman in nordöstlicher Richtung.
Der Krater ist sehr stark erodiert, insbesondere der nördliche Kraterrand ist von späteren Einschlägen gezeichnet. Im Kraterinneren befindet sich in Zentrumsnähe eine Erhebung. Der Krater ist sehr alt, seine Entstehungszeit wird in die pränektarische Periode gelegt.
Crommelin hat drei Nebenkrater:
| Buchstabe | Position            | Durchmesser | Link |
| --------- | ------------------- | ----------- | ---- |
| C         | 65,46° S, 144,09° W | 42 km       |      |
| W         | 65,62° S, 153,67° W | 22 km       |      |
| X         | 65,97° S, 150,71° W | 27 km       |      |

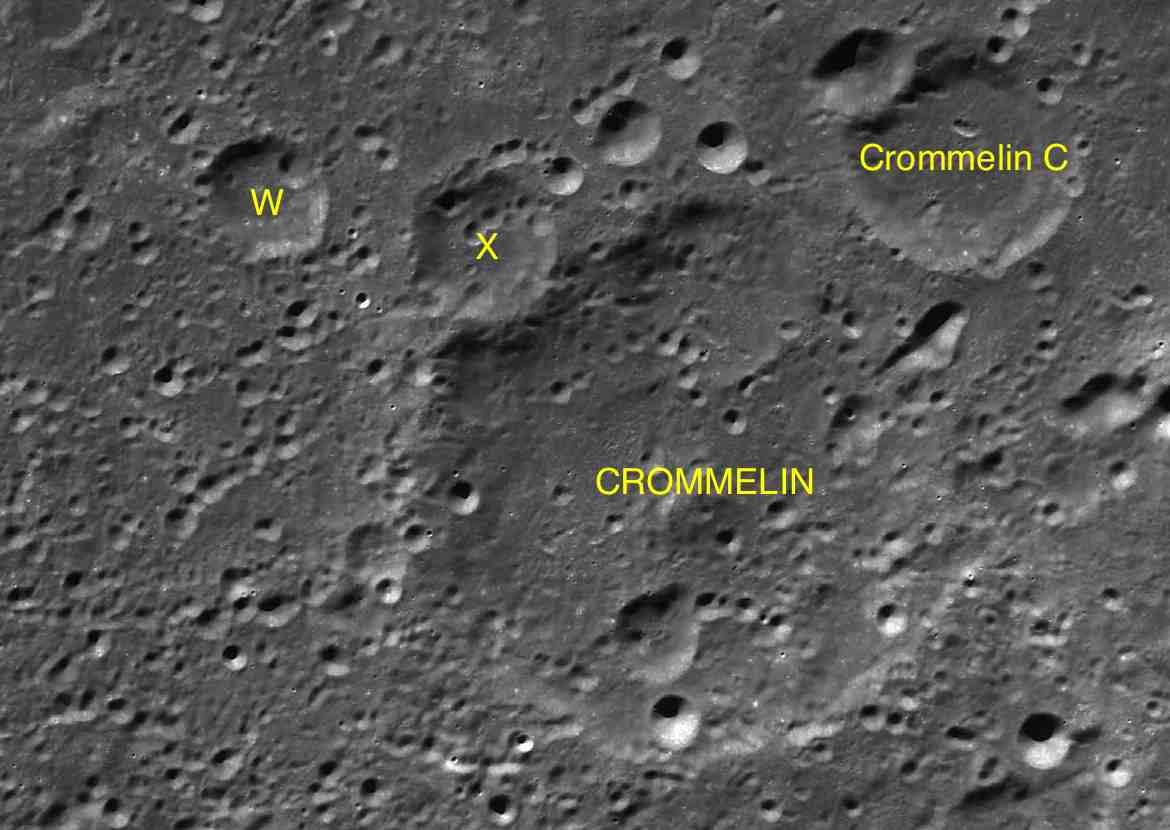
Crommelin mit seinen Nebenkratern

Der Krater wurde 1970 von der IAU offiziell nach dem britischen Astronomen Andrew Claude De La Cherois Crommelin benannt. Der Marskrater Crommelin ist ebenfalls nach Crommelin benannt.